# Ebique
Ebique (Ebih) foi um Deus mesopotâmico que presumidamente representava as montanhas de Hamrin. Não existe diferença entre a deidade e o local que ela representa, apesar de que foi sugerido que isso não seja a norma dentro da religião mesopotânica. É possível que ele tenha sido representado como não ou parcialmente antropomórfico. Ele aparece nos nomes teóforos nas áreas de Diala, Nuzi e Mari entre o Período Dinástico Arcaico e o Império Paleobabilônico e mais tarde na Assíria durante o Médio Império Assírio. Ele também foi venerado em Assur durante o Império Neoassírio, e aparece em diversos rituais Tākultu reais tanto como uma montanha quanto como uma deidade personificada.
A derrota de Ebiḫ nas mãos de Inana é descrita no mito Inana e Ebiḫ. Existem diversas interpretações da narrativa, com alguns autores afirmando que o mito era propaganda do Império Acádio contra as críticas que eles recebiam devido suas conquistas e outros que a história segue tópicos literários típicos da época, não possuindo temática política. Outras possíveis referências à derrota de Ebiḫ foram identificadas em outras composições literárias, listas de deuses e em selos cilíndricos.

## Nome e características
O teônimo Ebiḫ também pode ser escrito como Ebeḫ e Abiḫ. Existe outra possível variante, Abiḫe, que está escrito nos nomes teóforos hurritas. Por vezes, sua braquia foi omitida das transcrições. Outro símbolo lolográfico atesta dEN.TI.  Antoine Cavigneaux e Manfred Krebernik sugeriram que o nome pode ser lido foneticamente como Enti. Porém, é preciso distingui-lo de um dos nomes de Enqui, que também é escrito como dEN.TI, presumidamente para copiar a deusa Ninti. Por vezes, o nome de Ebiḫ é precedido pelo símbolo do dingir, usado para designar deidades, ou pela palavra kur, montanha.

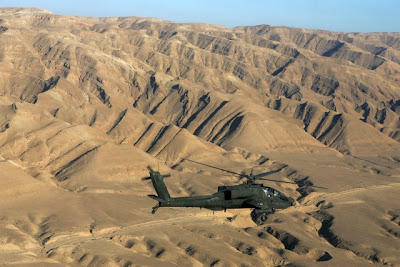
Uma foto moderna das montanhas de Hamrin, associadas com Ebiḫ.

Wilfred G. Lambert argumentou que, diferente das outras deidades do panteão mesopotânico, Ebiḫ não pode ser distinguido do fator topográfico em que ele está associado. Ele é normalmente associado por assiriologistas com as montanhas de Hamrin, localizadas no Iraque, entre o rio Diala e o rio Pequeno Zabe, e perto da antiga cidade de Assur. Foi sugerido que a adoração de montanhas em específico como deidades, que era praticada entre os hurritas e hititas, não era comum na região da Mesopotâmia. As características dos deuses das montanhas eram contrastadas com os outros membros do panteão, e eles podiam ser descritos como rebeldes, como é o caso do próprio Ebiḫ, ou até como sendo canibais. As áreas montanhosas eram associadas com calamidades e inimigos externos, chamados de bárbaros.
De acordo com Anna Perdibon, dentro do contexto literário, Ebih é descrito como possuindo características humanas e naturais, e ambas as descrições parecem coexistir. Apesar das fontes conhecidas não especificarem a forma que ele era adorado, foi sugerido que sua representação pode ter sido não-antropomórfica. Outra proposta diz que os deuses da montanha eram representados como figuras antropomórficas, com a parte inferior do corpo escamada. Há uma imagem encontrada em Assur que possivelmente representa Ebiḫ, mas não se sabe ao certo. Frans Wiggermann sugere que as descrições de figuras de divindades com escamas (quliptu) refletem esse tipo iconográfico e possuem uma aparência semelhante a de uma montanha.
Alguns dos epítetos de Ebiḫ são šadû dannu (montanha forte) e sikur māti (relâmpago do país).

## Adoração
De acordo com as fontes entre o Período Dinástico Arcaico e o Império Paleobabilônico, Ebiḫ é atestado como nomes teóforos, em sua maioria escritos em línguas semíticas faladas pelos habitantes de Diala e Nuzi. Alguns exemplos incluem Ir’e-Abiḫ (condutor Ebiḫ), Ur-Abiḫ (herói de Ebiḫ), Puzur-Ebiḫ (sob a proteção de Ebiḫ) e Abiḫ-il (Ebiḫ é o meu Deus), como foi conhecido na cidade de Mari. Seus últimos nomes vêm do Médio Império Assírio, e incluem  Ebiḫ-nāṣir e Ebiḫ-nīrāri. Em ambos os casos, o teônimo é escrito logograficamente como dEN.TI. As traduções podem ser respectivamente Ebiḫ protege e Ebiḫ ajuda.
A adoração de Ebiḫ também é atestada em fontes do Império Neoassírio. Elas indicam que ele recebia oferendas em diversos santuários em Assur. Ele aparece no ritual de Tākultu durante o reinado de Senaqueribe, onde é citado três vezes, duas como uma deiade e uma como montanha. Ele também foi invocado em textos análogos do reinado de Arssurbanípal, e apenas uma vez, como montanha, no reinado de Assuretililani.
Na Mesopotâmia Inferior, ele é o último nome citado na lista de deuses de Nipur, apesar de seu nome não estar presente em nenhuma das cópias conhecidas do documento. Ele também é mecionado em uma série de cópias da lista de deuses de Weidner, no mesmo período. Uma versão assíria póstuma com colunas adicionais (tábua KAV 63) o iguala com Adade.

## Inana e Ebiḫ

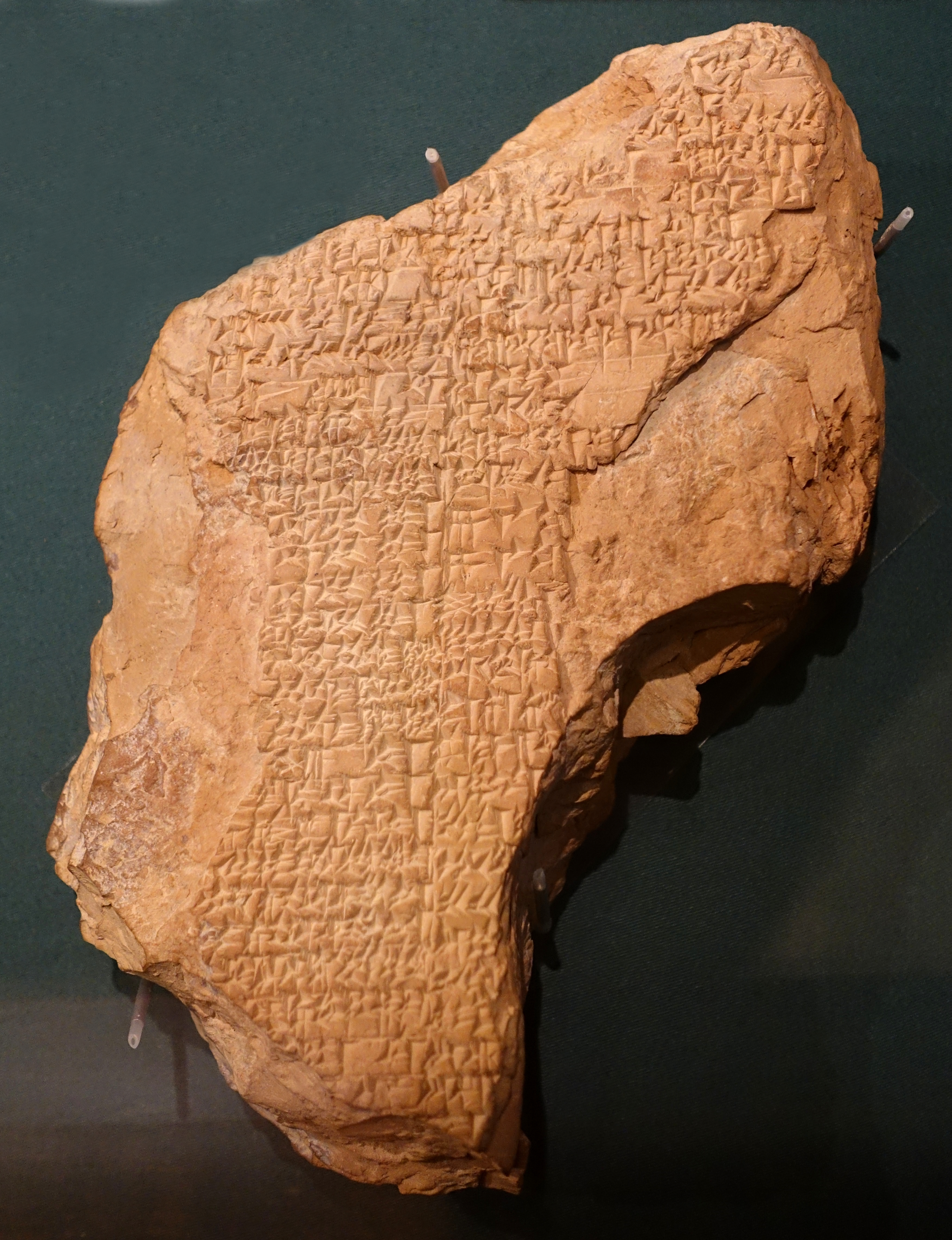
Uma cópia de Inana e Ebiḫ, da coleção do Instituto Oriental da Universidade de Chicago.

Ebiḫ aparece em um mito conhecido como Inana e Ebiḫ na literatura moderna. O nome original é o incipit In-nin9-me-ḫuš-a. Atualmente, existem ao menos oitenta cópias individuais do mito. Foi proposto que o texto pertence ao chamado "decade", uma seleção de textos que pode ter formado o currículo das escolas de escribas. Por vezes, sua autoria é atribuída a Enḫeduanna.
A narrativa descreve Ebiḫ tanto como uma deidade personificada como uma característica topográfica. Inana, apresentada com seus aspectos de guerra, quer confrontá-lo por ter falhado em dá-la o devido respeito. O deus do céu Anu tenta dissuadi-la, argumentando que a montanha era muito formidável e verdejante para ser combatida. A resposta irrita Inana, e ela sai para a batalha antes que Anu termine de falar. A descrição da batalha inclui frases usadas para descrever o assassinato de uma pessoa (Inana agarra o pescoço de Ebiḫ e perfura seu coração com uma adaga), mas também contém descrições de características naturais que estavam no topo da montanha, como florestas, e seu corpo é feito de pedras ao invés de carne. O texto termina com uma doxologia, que elogia Inana por ter destruído Ebiḫ.

### Interpretação
Já que Ebiḫ representa um local real, e não místico, autores como Claus Wilcke e Annette Zgoll assumiram que o mito pode ter uma dimensão política. É possível que o texto seja uma propaganda que celebra as conquistas ao norte do Império Acádio, ou uma crítica das campanhas militares, que criam a necessidade por conscrição e resultam e grandes perdas humanas. Esta visão foi rejeitada por Jerrold Cooper, que aponta obras de teor político, como a Maldição de Agade ou Lamento da Suméria e de Ur, citam nominalmente os reis, o que não acontece em Inana e Ebiḫ. Ao mesmo tempo, o mito é consistente com outros exemplos de literatura suméria. Paul Delnero argumenta que a resposta de Anu, usada para argumentar que o mito é uma crítica às campanhas militares acadianas, possui um paralelo próximo ao mito de Gilgamés e o Touro do Céu, sendo então improvável que tenha conotação política. As interpretações de conotação política também foram negativamente avaliadas por Aage Westenholz. Ele argumenta que o mito reflete uma percepção positiva de Inana, e aponta a existência de selos cilíndricos representando a deusa triunfando sobre uma figura que é interpretada como um deus da montanha. De acordo com Westenholz, o mito indica a exitência de uma crença de que enquanto Inana triunfasse sobre os deuses da montanha,a Mesopotamia continuaria próspera. Jeremy Black argumenta que Inana e Ebiḫ é um exemplo de mito onde "há sempre o conforto de que os deuses da Suméria vão prevalecer e a ordem voltará" depois de períodos de calamidade.

### Influência
A derrota de Ebiḫ foi diretamente mencionada pelo Hino de Inana C. De acordo com Claus Wilcke, possíveis referências à batalha ou ao menos ao conflito de Inana com outras montanhas também pode ser encontrado em Ninmesharra e em um hino preservado nas tábuas KAR 306 e KAR 331. Possíveis representações da batalha também foram identificadas em selos cilíndricos, apesar de que elas podem não estar relacionadas ao mito, já que batalhas de Inana com montanhas eram um tema comum na cultura mesopotamia durante o Império Acádio.
De acordo com Jeremiah Peterson, a inclusão do nome de Ebiḫ na lista de deuses de Nipur, onde ele foi o último deus listado, pode ter sido influenciado pela tradição de derrota pelas mãos de Inana. Antoine Cavigneaux e Manfred Krebernik arbumentam que um dos epítetos de Inana, Ninintina (senhora da guerra, derivada da palavra enti), que está presente na lista de deuses An = Anum (tábua IV, linha 23) e seu precursor do Império Paleobabilônico, pode estar relacionado ao mito de Ebiḫ devido a similaridade de um de seus nomes variantes presumidos, Enti.